# 井口氏
井口氏（いのくちし）は、越中国礪波郡石黒荘井口郷（現富山県南砺市井口地域）に存在した、藤原北家魚名流利仁流の名族。

## 出自
井口氏の出自については、『源平盛衰記』に下記のような記述がある。
この記述は越中国（富山県）の郷土史家にも広く知られ、近世・近代に編纂された『越登賀三州志』『越の下草』といった史書でも藤原氏出自説が踏襲されている。しかしこの『源平盛衰記』の記述は『平家物語』には全く見られない事、また承久の乱まで加賀齋藤氏の主流であった林氏ではなく富樫氏を挙げる事などから、承久の乱後に成立した説である可能性が高い。また、『尊卑分脈』で越前・加賀齋藤氏の始祖が言及されるのに対し、石黒・井口氏について全く触れられないことも、上記の推測を裏付ける。
井口氏はそもそも小矢部川上流域に展開した石黒氏を宗主とする領主群の一つで、太美氏・野尻氏・河上氏などと同族と見なされる。現存する石黒氏の系図は藤原氏末裔を称するものが多いが、唯一「越中石黒系図」のみは古代礪波郡を支配した利波氏の末裔であると記す。更に、「越中石黒系図」には倶利伽羅峠の戦いへの参戦で著名な石黒光弘の祖父石黒光久が林貞光（加賀齋藤氏）の娘を娶ってその猶子となり、藤原氏と改めた、との記載がある。「越中石黒系図」にも後世の創作とみられる点が多々あるが、井口氏も含む石黒一族がもとは利波氏の末裔で、後に藤原氏に改めたとする所伝は蓋然性が高いと見なされている。

## 歴史

### 鎌倉時代

石黒荘の地図。大光寺郷＝井口郷の領域は井口村の領域とほぼ一致する。

鎌倉時代中期に作成された『関東下知状』によると、石黒荘は石黒上郷・中郷・下郷で1荘、山田郷・弘瀬郷で1荘、吉江郷・太海郷・院林郷・直海郷・大光寺郷で1荘という10郷3荘から成り立っていたとされる。
この内、「大光寺郷」が後世の「井口郷」と推定され、鎌倉時代以後は直海郷とともに鷹司家の荘園とされていた。恐らくは大光寺郷の中心集落が井口であり、井口を本拠として在地化を遂げ、鎌倉時代を経て武士団として定着したのが井口氏であった。

### 南北朝時代

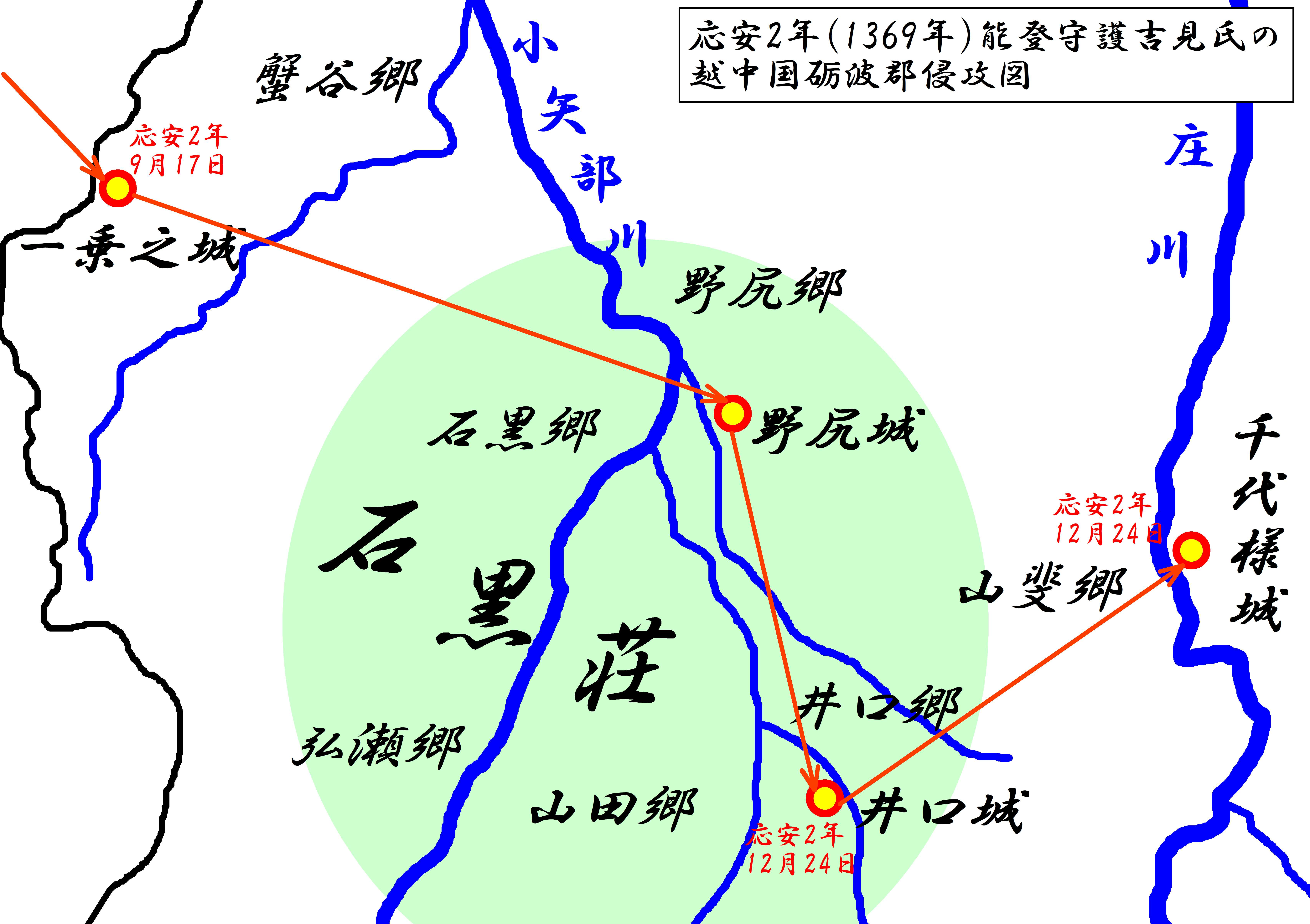
応安2年（1369年）の能登守護吉見氏による砺波郡侵攻図。

南北朝時代に入ると井口氏の活動が活発になり、『太平記』などでもしばしば言及されるようになる。14世紀初頭、後醍醐天皇は鎌倉幕府を打倒し建武の新政を始めたものの、諸国の武士の反発を招いて建武2年（1335年）には中先代の乱が起こるに至った。『太平記』巻13によると、この時越中では「野尻・井口・長沢・倉満の者共」らが名越時兼とともに中先代の乱に呼応して挙兵したとされる。更に、中先代の乱を討伐した足利尊氏も後醍醐天皇に対して叛旗を翻すと、同年11月27日に越中守護井上俊清が「井口・野尻・長沢」らを率いて越中国司の中院少将定清を殺害するという事件を起こしたと『太平記』巻14に記されている。
足利尊氏が北朝を立てて室町幕府を興すと、桃井直常が越中守護に任じられたが、幕府の内紛（観応の擾乱）の勃発によって足利尊氏と対立状態に陥った。同じく『太平記』巻38によると、康安2年（1362年）に越中国で挙兵した桃井直常に対し、「野尻・井口・長倉・三沢」ら越中国人が馳せ参じたという。『太平記』には桃井直常が独断で「井口ノ城」に赴こうとしたことが敗北に繋がったとの記述があり、井口城が桃井方の重要拠点であったことが窺える。
しかし、桃井方は幕府方の越中守護斯波義将・能登守護吉見氏頼・加賀守護富樫昌家らによって包囲され、次第に劣勢となっていった。応安2年（1369年）には礪波郡でも桃井方と幕府方の間で激戦が繰り広げられ、桃井方の井口城・千代様城・野尻城が攻め落とされたとの記録がある。
桃井直常の没落後、桃井に従い幕府に逆らい続けた井口氏がどのような処遇を受けたか、史料上には記載がない。ただし、似たような境遇にあった野尻波多野氏や石黒氏は桃井家に味方した家系が没落し、斯波/畠山家に味方した家系が残ったとの記録がある。これにより、井口氏も大半の所領を没収され没落したが、庶系が口跡を継いで井口氏自体は存続したものと考えられている。

### 畠山氏による統治
桃井直常の没落後も越中国では幕府への抗戦を続ける勢力が存在していたが、1379年（康暦元年）の細川頼之失脚（康暦の政変）頃までには越中守護の斯波義将によって軍事的に制圧されていたようである。3代将軍足利義満の下で室町幕府による支配が安定期を迎える中、越中では康暦の政変により管領となった斯波義将に代わって、畠山基国が守護に任命された。これ以後、室町時代を通じて畠山家臣としての井口氏についての記録が散見する。
まず明徳3年（1392年）には、「井口彦五郎奉忠」なる人物が相国寺の落慶供養に畠山家臣団の一人として参列した記録がある。また康正2年（1456年）には、高瀬荘地頭方代官職を「井口美濃国忠」が年貢160・綿5屯で請け負ったとの記録もある。

### 五箇山の支配
応永19年（1412年）9月11日に東寺造営料として棟別銭（臨時税）が越中はじめ五か国に課せられたが、この棟別銭に関して「在所事（中略）なしとか　いの口方」との記載がある。この「なしとか」は「梨・利賀」を指すと考えられ、「梨谷と利賀谷」すなわち五箇山地域一帯が井口氏の支配下にあったことが分かる。また前後の記載状況から見て「梨・利賀」地域は幕府の御料所であったと考えられ、この井口氏は幕府奉公衆で、畠山家臣としての井口氏とは別系統の家系であったと推定される。
なお、「なしとか」以外にも、石清水八幡宮領の「かな山（金山）」「かんた（蟹谷）」、「くゝミなと（久々湊）」、伊勢氏領の「上荘（阿努上荘）」、「うなミ（宇波）」、「あおやなき（青柳）」、「もりしり（森尻）」、「山むろ（山室）」、「なめりかわ（滑川）」などが挙げられている。
この「なしとか（梨・利賀）」の記述は、「梨谷」「利賀谷」の史料上の初見であり、後述する井口美濃守が越中国から排除されるころまで五箇山は井口氏の支配下にあったと推定される。

### 井口氏の衰退

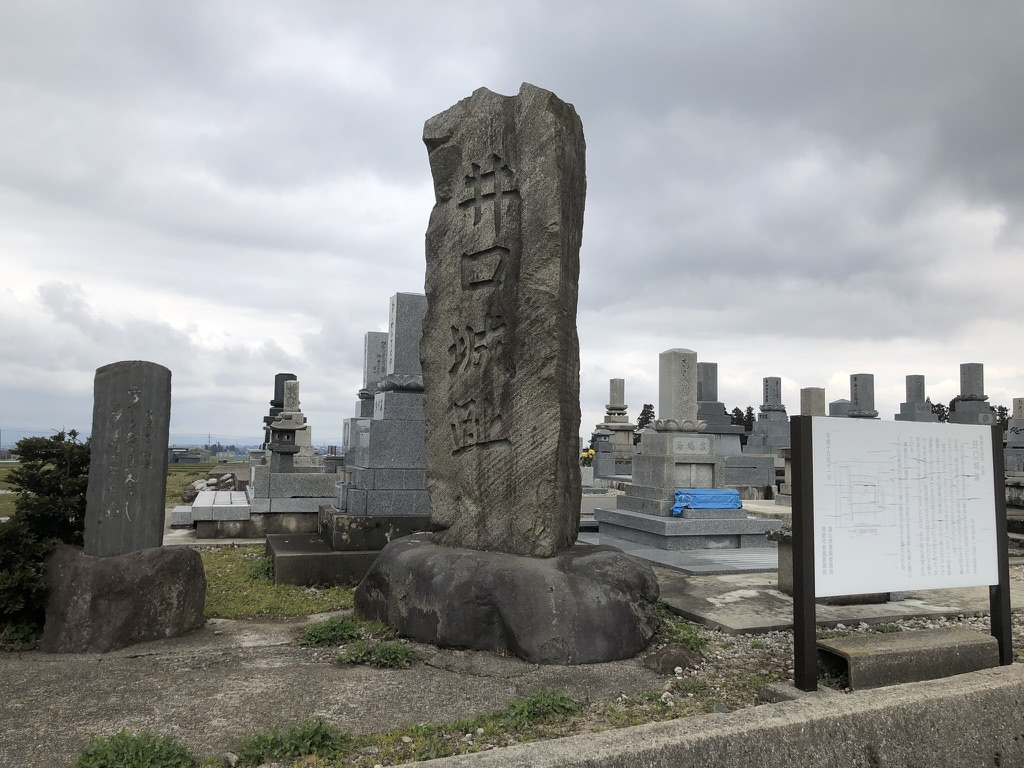
現在の井口城址。

室町時代後半には、本願寺8代蓮如の吉崎滞在を経て北陸地方では真宗門徒が急増し、各地で一向一揆が起こった。礪波郡においても文明13年の一向一揆（田屋川原の戦い）によって福光石黒家が没落し、井波瑞泉寺と土山御坊（後の勝興寺）による荘園の押領が始まっていた。
前述の「井口美濃国忠」の子孫と見られる井口美濃守は天文6年（1537年）7月に高瀬荘の荘務執行のため越中に入国せんとするも、本願寺9代実如の三十三回忌仏事を理由に瑞泉寺より入国を拒否された。そこで本願寺にも相談したところ、本願寺は瑞泉寺の判断とは無関係であると回答を受けたとの記録がある。同年中には太海郷の押領に関する記録もあり、この頃に瑞泉寺・勝興寺ら越中一向一揆は荘園領主の代官を排除していく中でなし崩し的に「惣国」的支配を確立していったようである。こうして井口氏は一向一揆のために代官としての地位を失い、これ以後井口氏についての記録は砺波地方で見られなくなる。
戦国時代末期、天正10年には越中一向一揆と佐々成政の間で「窪城」と呼ばれる地で攻防が繰り広げられた（窪城の戦い）。現在の井口城址は「久保」地域に位置しており、この「窪城」は井口城を指すものと考えられている。窪城攻防戦に井口氏が関わったかは定かではないが、この一戦を以て越中一向一揆は完全に制圧され、井口氏による中世的支配から幕藩体制下の近世的支配に移行するに至った。